# Ary de Vois
Ary de Vois (n. anii 1630, Utrecht, Țările de Jos Habsburgice⁠(d), Țările de Jos – d. iulie 1680, Leiden, Comitatul Olanda, Provinciile Unite) a fost un pictor al Epocii de Aur Neerlandeze.

## Biografie
Ary de Vois s-a născut și a murit în Leiden. A fost fiul lui Alewijn de Vois din Utrecht, care lucra ca organist la Pieterskerk⁠(d). Ary a devenit ucenic al lui Nikolaus Knüpfer⁠(d), care i-a fost mentor și lui Jan Steen⁠(d). S-a întors apoi la Leiden pentru a studia cu Abraham van den Tempel⁠(d), care a locuit acolo între 1648 și 1660. La 16 octombrie 1653, De Vois s-a alăturat Ghildei Sfântului Luca⁠(d) din Leiden, fiind membru până în 1677.
S-a căsătorit cu Maria van der Vecht la 5 februarie 1656. Potrivit biografului Arnold Houbraken⁠(d), căsnicia l-a făcut să picteze mai rar, mai ales când s-a mutat la Warmond⁠(d), unde și-a însușit pescuitul ca hobby. Doar după ce s-a mutat înapoi la Leiden a revenit la o activitate artistică prolifică.